# Богуславский, Александр Осипович
Александр Осипович Богуславский (28 мая (10 июня) 1901, Екатеринбург — 19 августа 1969, Москва) — советский театровед.

## Биография
Александр Богуславский работал в Институте мировой литературы в Москве, в отделе русской советской литературы.
Один из авторов энциклопедического издания «Русская драматургия. Основные проблемы развития. 1917−1966 гг.» в 3-х томах (авторы − Богуславский и В. А. Диев, 1963—1968).

## Основные работы
- Богуславский А. О., Диев В. А., Карпов А. С. Краткая история русской советской драматургии: от «Мистерии-Буфф» до «Третьей, патетической». — М., 1966

## Статьи
- Богуславский А. О., Диев В. А. Основные тенденции развития русской советской драматургии 1917 1941 гг. (1959)